# Estádio Municipal Antônio Dias
O Estádio Municipal Antônio Dias, também conhecido como Navegantão, é um estádio municipal de futebol localizado na cidade de Tucuruí, no Pará. Possui capacidade para 8 200 pessoas. O Independente Atlético Clube manda os seu jogos no local desde 2009.

## Reforma
Em setembro de 2019, o estádio entrou em reformas visando jogos do Campeonato Paraense de Futebol de 2020, dentre elas, obras em sua estrutura física além de que o campo teve o sistema de drenagem refeito. A obra foi finalizada em fevereiro de 2020. 
Outras reformas ocorreram durante o ano de 2022 e a Federação Paraense de Futebol (FPF) realizou uma vistoria técnica em 2023 que confirmou a autorização para a realização de jogos oficiais.